# Günther Klaffenbach
Günther Klaffenbach (* 20. Juni 1890 in Berlin; † 3. März 1972 in Berlin) war ein deutscher Epigraphiker.

## Leben
Der Sohn eines Kaufmanns besuchte das Friedrich-Wilhelm-Gymnasium in Berlin, wo die Lehrer Johannes Kirchner und Hans Pomtow früh sein Interesse an der griechischen Epigraphik weckten. Er studierte in Heidelberg und Berlin (u. a. bei Ulrich von Wilamowitz-Moellendorff) Klassische Philologie und Archäologie sowie Geschichte und Philosophie und wurde 1914 promoviert. Nach der Teilnahme am Ersten Weltkrieg und einer schweren Verwundung war er ab 1920 als Lehrer am Berliner Kleist-Gymnasium tätig. Auf Fürsprache von Wilamowitz übernahm er 1929 als Nachfolger Friedrich Hillers von Gaertringen die Betreuung der Inscriptiones Graecae an der Preußischen Akademie der Wissenschaften. 1953 wurde er ordentliches Mitglied der Akademie und Leiter der Inschriftenedition.
Von 1935 bis 1955 hielt Klaffenbach als Honorarprofessor Lehrveranstaltungen an der Berliner Universität ab. Er war korrespondierendes Mitglied mehrerer Akademien, so ab 1961 der British Academy, und Ehrendoktor der Universitäten Rennes und Besançon.
Klaffenbach widmete sich ganz den Inscriptiones Graecae und versuchte, ihre zentrale Stellung in der griechischen Epigraphik zu erhalten. Er gab mehrere Bände des Inschriftencorpus heraus und verfasste eine noch heute nützliche Einführung in die griechische Epigraphik.

## Schriften
- Inscriptiones Graecae
  - IX, 1 (2. Auflage).
    - 1. Inscriptiones Aetoliae. 1932.
    - 2. Inscriptiones Acarnaniae. 1957.
    - 3. Inscriptiones Locridis occidentalis. 1968.
- Griechische Epigraphik. 2., verbesserte Auflage. Vandenhoeck & Ruprecht, Göttingen 1966 (Digitalisat der 1. Auflage 1957).